# バハイ礼拝堂用地
バハイ礼拝堂用地（バハイれいはいどうようち）は、東京都八王子市宮下町にある宗教施設のための場所。

## 特徴
- 2024年現在建設中のバハイ信教のための施設[1][信頼性要検証]。
- 〒192-0005 東京都八王子市宮下町444-1
- JR八王子駅、京王八王子駅から戸吹行きの西東京バスに乗り、下戸吹下車。山の中にある。
- 電話：080-9187-0318